# Oliotius oligolepis

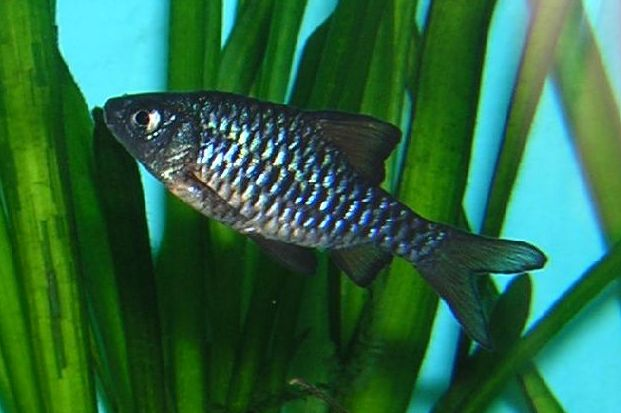
Hình ảnh của loài cá Oliotius oligolepis

Oliotius oligolepis là một loài cá thuộc họ cá chép đặc hữu của các lạch, sông, hồ ở Sumatra, Indonesia. Nó cũng đã được xác minh là có mặt trong tự nhiên ở Colombia. Con đực trưởng thành có vây màu đỏ với đầu màu đen. Nó sẽ phát triển lên đến chiều dài 5 cm (2,0 in). Loài này là thành viên duy nhất trong chi của nó
. Tên chi Oliotius có nguồn gốc từ sự kết hợp của một phần của tên oligolepis epithet cụ thể và tên cũ của nó là Puntius
.
Tên phổ biến "checker barb" (cũng như các tên liên quan như "checkered barb", "chequer barb" và "checkerboard barb") xuất phát từ các dấu đen trên mặt của chúng tương tự như hình dạng trên bàn cờ. (Từ "check" có nghĩa là sự chiếu tướng trong tiếng Anh).
Chúng đẻ trứng vào buổi sáng sớm trên thực vật, bắt đầu ở khu vực trung tâm của lãnh thổ con đực rồi đi khắp nơi để đẻ. Sau khi sinh sản xong, con đực và con cái sẽ cố gắng ăn những quả trứng mà chúng có thể tìm thấy.

## Môi trường sống
Trong tự nhiên, chúng sống trong khí hậu nhiệt đới và thích nước với độ pH 6.0 - 6.5, độ cứng của nước là 10,0 dGH và nhiệt độ từ 68-75 °F (20–24 °C). Chúng ăn tạp, thức ăn của chúng bao gồm sâu nhỏ, động vật giáp xác, côn trùng và thực vật.

## Trong hồ cá
Nó đòi hỏi nước ấm (75-77 °F), độ cứng nước từ mềm đến vừa cứng. Là loài hiền lành cùng nhiều yếu tố khác, vì thế nó có tầm quan trọng trong việc buôn bán các sinh vật thủy sinh. Do là động vật ăn tạp nên nó cũng chấp nhận thức ăn chế biến sẵn.